# لين إيفانز (نبالة)
لين إيفانز (بالإنجليزية: Lynne Evans)‏ هي نبالة بريطانية، ولدت في 5 أغسطس 1948.

## وصلات خارجية
- لين إيفانز على موقع أوليمبيديا (الإنجليزية)
- لين إيفانز على موقع اللجنة الأولمبية البريطانية (الإنجليزية)